# Базисний пункт

Знак базисного пункта

Базисний пункт (‱) або часом просто пункт — умовна величина для порівняння процесів та показників як їх відображають у динаміці. 1 базисний пункт = 0,01 %.

## Види
- Умовно порівняльна величина, яка схожа, але дещо різниться від поняття Відсоток. Застосовується, коли порівнюються питомі процентні величини у динаміці. Наприклад, питома вага продажу металобрухту в загальному експорті товарів у 1998 році становила 2 %, а у 1999 році — 1,6 %, тобто знизилась на 0,4 пункта.
- Поділ шкали, що становить 1 %, на 100 частин. Використовується для відображення коливань процентного доходу по облігаціях. Наприклад дохід, який надходить постійно, змінюється дуже часто і в невеликих розмірах, а шкала базисного пункту легко відображає такі зміни в сотих частках 1 %. Так, різниця між 10,85 % і 10,89 % становить 4 базисних пункти.
- У біржовій торгівлі пунктом називають одиницю зміну біржових індексів. Наприклад якщо індекс ПФТС змінився з 224 до 235, то кажуть, що він зріс на 11 пунктів.